# Субай
Суба́й (рос. Субай, башк. Субай) — присілок (у минулому селище) у складі Кушнаренковського району Башкортостану, Росія.
Населення — 44 особи (2010; 25 у 2002).
Національний склад:
- башкири — 92 %